# Xysticus albolimbatus
Xysticus albolimbatus là một loài nhện trong họ Thomisidae.
Loài này thuộc chi Xysticus. Xysticus albolimbatus được Hsen Hsu Hu miêu tả năm 2001.